# دهستان رودتلخ
دهستان رودتلخ، یکی از دهستان‌های بخش ممبی شهرستان بهمئی در استان کهگیلویه و بویراحمد ایران است.

## جمعیت
براساس سرشماری عمومی نفوس و مسکن در سال ۱۳۹۵، جمعیت دهستان آب الوان برابر با ۱٬۷۶۰ نفر بوده‌است.